# Sion
För andra betydelser, se Sion (olika betydelser).
Sion är en kulle i Israel. Den är belägen i distriktet Jerusalem, i den nordöstra delen av landet. Toppen på Sion ligger 823 meter över havet.
Terrängen runt Sion är kuperad söderut, men norrut är den platt. Området är tätbefolkat, med 982 invånare per kvadratkilometer. Närmaste större samhälle är Västra Jerusalem, 0,55 km sydost om Sion.

## Klimat
Medelhavsklimat råder i trakten. Årsmedeltemperaturen i trakten är 22 °C. Den varmaste månaden är juli, då medeltemperaturen är 32 °C, och den kallaste är januari, med 9 °C. Genomsnittlig årsnederbörd är 820 millimeter. Den regnigaste månaden är februari, med i genomsnitt 161 mm nederbörd, och den torraste är augusti, med 6 mm nederbörd.

## Symbolen Sion
Sion har använts som symbol för judarna, men även för den kristna kyrkan och för himmelriket. Namnet Sion har också använts för hela staden Jerusalem, och har ibland även fått symbolisera hela Israel eller Heliga landet.
Många kyrkor och kapell inom väckelserörelsen kallas Sion. Ett exempel är Sionkyrkan, Björke.